# 부항댐
부항댐은 경상북도 김천시 부항면 유촌리에 위치한 대한민국의 댐이다.
2002년에 착공하여 2013년 11월 20일에 준공하였다. 낙동강 지류 중 감천, 감천 지류 중 부항천에 위치하고 있다.
태풍 루사가 지나간 후 이상홍수에 대한 홍수피해를 예방할 필요가 있다고 판단되어 김천시 일대를 흐르는 감천 연안지역의 홍수피해 최소화, 김천시와 구미시 등 경상북도 중서부권 지역의 생공용수 및 농업용수 공급, 하류 수질개선을 위한 하천유지용수 공급 및 댐의 관광지화를 통하여 지역사회발전에 이바지할 것으로 예상된다.

## 시설 개요
- 하천명 : 지방2급 하천 부항천 (낙동강지류 감천수계)
- 위치 : 경상북도 김천시 부항면 유촌리 일원
- 사업기간 : 2002년 ~ 2013년 11월 20일

### 본댐
- 형식 : 콘크리트 표면차수벽형 석괴댐(CFRD)
- 길이 : 472m
- 높이 : 64.0m

### 저수지
- 명칭 : 부항호
- 총저수용량 : 54.27백만m3 (홍수조절용량 12.3km2)
- 저수면적 : 82.0km2

### 발전시설
- 발전용량 : 3,310MWh/년